# Catedral de Tampico
{{Ficha de templo
| nombre =Catedral de la Sagrada Concepción
| imagen = Catedral de la Inmaculada Concepción desde Edificio.JPG
| tamaño imagen=250px
| pie imagen =Fachada de la catedral
| tipo =Catedral 
| advocación =
| ubicación = Cap. Emilio Carranza 101, Zona Centro, 89000 Tampico, Tamps.
| coordenadas = 
| altitud =
| culto =Iglesia católica
| diócesis =Diócesis de Tampico
| orden =
| patrono =Inmaculada Concepción
| sacerdote =Mons. [[José Armando Ruiz Morales
miniaturadeimagen
]]
| vicario1 =
| vicario2 =
| construcción =1841-1922
| fundador =
|arquitecto =Lorenzo de la Hidalga 
|estilo = Neoclásico, art déco
|web =
|catalogación =
}}
La Santa Iglesia Catedral de Tampico, dedicada a la Inmaculada Concepción de la Santísima Virgen María, es el principal templo católico de la diócesis de Tampico. Está ubicado frente a la Plaza de Armas, en el Centro Histórico de la ciudad, siendo el principal centro de culto cristiano de la Diócesis de Tampico (en latín: Dioecesis Tampicensis), sede episcopal de la Iglesia católica en México, integrada por once municipios de la parte meridional del estado de Tamaulipas, abarcando una extensión territorial de 22.671 km² y que se encuentra subdividida en 64 parroquias. Es una diócesis sufragánea de la Arquidiócesis de Monterrey.

## Historia
Lo que hoy es la Diócesis de Tampico fue erigida, primero como el Vicariato Apostólico de Tamaulipas el 13 de agosto de 1861 por el papa Pío IX con el breve “Ad futuram rei memoriam”, obteniendo parte del territorio de la Diócesis de Linares; después fue erigida la Diócesis de Tamaulipas por su Santidad Pío IX en el año de 1870 con la Bula “Apostolicam in universam Orbis Ecclesias”.
José María Ignacio Montes de Oca y Obregón (6-mar-1871 al 19-sep-1989) fue el primer obispo de la Diócesis de Tamaulipas.
La erección del templo de la Santa Iglesia Catedral de la Diócesis de Tampico no se llevó a cabo, sino hasta el año de 1841, cuando la primera piedra fue colocada el día 9 de mayo. El proyecto original del templo fue realizado por Lorenzo de la Hidalga, quién se encargó de la obra en el año de 1850.
De lo levantado por De la Hidalga, poco quedó en pie (lo mismo ha sucedido con muchas de sus obras), ya que en el año de 1917, el edificio sufrió el derrumbe de su nave central; y para el año de 1922, la torre poniente fue derrumbada por un rayo que le cayó.
De acuerdo con el libro de contabilidad conservado en el Archivo de la Catedral, el 13 de mayo de 1914 a las 3:00 horas el Ejército Constitucionalista, bajo el mando de los jefes revolucionarios Césareo Castro, Teodoro Elizondo, Gonzalo Nava, Luis Caballero, Gobernador Comandante Militar del Estado; Francisco Cossío Robelo y Pablo González, y de parte de los vecinos Huertistas Generales Antonio M. Rábago, Ignacio Morelos Zaragoza, Juan de Dios Arzamendi, Higinio Aguilar, Manuel García Lugo, el Comodoro Don Gabriel Caravallo, al posicionarse de la plaza (Tampico), clausuró el templo parroquial reduciendo a prisión al párroco de ese entonces, quien días antes había ordenado a los demás consagrados encargados de la administración del templo que abandonaran la ciudad en el vapor "Montevideo" quedando interrumpida la administración de los santos sacramentos. Días después, el día 24 de mayo fue enviado por la fuerza al destierro.
Consagrada el 12 de noviembre de 1931, la Catedral de Tampico luce todavía su pasillo central, que va desde la puerta central hasta los pies del altar ornamentado con cruces esvásticas o gamadas (por estar formada por cuatro gammas, letra mayúscula griega equivalente a nuestra “g”). Fue ornamentado con estos signos en el año de 1926, cuando se realizaba la reconstrucción. La cruz gamada o esvástica, que se forma uniendo cuatro g (gammas) griegas en la antigua religión iraní, representa la luz solar y también el poder absoluto de los reyes; en el cristianismo representa a Cristo, Sol verdadero, y también la luz eterna en la que entra el difunto, pero nunca como símbolo del poder autoritario absoluto. (Álvarez, 1998, pág. 182). La esvástica, a pesar de sus inaceptables connotaciones del siglo XX, fue originariamente una combinación con motivo de la cruz, con el de la rueda o el orbe del sol.
La catedral cuenta con dos torres de tres cuerpos. En la del lado oriente fue empotrado un reloj londinense, regalo de Don Ángel Sáinz Trápaga. Tiempo después, con el patrocinio solicitado a diversas personas importantes de la ciudad, principalmente al magnate petrolero Edward L. Doheney, se reconstruye el templo, tal y como lo conocemos hoy en día, respetando parte del trabajo original; no así sucedió con el interior, que se remoza y decora completamente en el estilo art déco, al gusto de la época.
El 15 de julio de 1988 visita la Catedral de Tampico Santa Teresa de Calcuta en el marco de su estancia en Tampico para el servicio y asesoría de las Hermanas Misioneras de la Caridad.

## El templo
De tres naves y planta de cruz latina. Tiene una cúpula gallonada en gajos con linternilla. Las bóvedas son de estilo románico. Las torres se componen de tres cuerpos, con columnas pares estriadas de estilo corintio en cada esquina. Cada torre, en su base, presenta un nicho que aloja una escultura.

### La portada principal
De estilo neoclásico, tiene tres puertas, cuyos dinteles simulan arcos de medio punto. Están flanqueadas por columnas pares estriadas de estilo corintio, que terminan en un friso.
El frontón triangular del frontispicio tiene un mosaico a la manera bizantina colocado en el año de 1968, con la figura del Cristo Pantocrátor (Cristo Todopoderoso). A la derecha del Cristo, se pude observar un imagen de un obispo que evoca al Sr. Szymanski que bautiza a una pareja de indígenas; del lado izquierdo aparece la imagen Fray Andrés de Olmos, primer evangelizador de la región. Fue realizado por el pintor español José Ruiz Díez.

### El interior
Totalmente reconstruido y decorado los techos y muros con pinturas a la moda del art déco; no se conserva nada del proyecto original. El techo de las bóvedas es de estilo románico. Cuenta con un órgano traído de Alemania en el área del coro.
El retablo principal está dedicado a la Inmaculada Concepción y fue realizado en mármol de Carrara por los hermanos Biaggi.
El primer libro inicia el 15 de octubre de 1829 y lo firma el padre José Francisco Melo y Arispe, quien se hizo cargo de la parroquia de Tampico a partir del 14 de noviembre de 1828, hay que recordar que antes la iglesia de Tampico estaba constituida en ayuda del curato de Altamira porque primero es erigida la parroquia de Altamira y después la de Tampico.
El primer libro de Confirmaciones que se encuentra en el Archivo Histórico de la Catedral comienza el 28 de abril de 1855 y termina el 7 de mayo de 1855. Quien administró la confirmación fue el Obispo Don Francisco de Paula, Obispo de Linares (esto porque aún no se constituye el Vicariato Apostólico). Cabe destacar que en este libro contiene 1555 partidas de confirmación, por lo que nos presenta el número de confirmados en un periodo de 9 días.
El 15 de octubre de 1955 se realiza la solemne celebración exequial de Mons. Serafín María Armora, cuyos restos descansan en este mismo templo del lado poniente. También se encuentran en este lugar los restos del primer Obispo del Vicariato Apostólico de Tamaulipas Francisco de la Concepción Ramírez y González que fueron trasladados de Matamoros y el IV Obispo de Tamaulipas José de Jesús Guzmán y Sánchez que murió en 1914, ambos se encuentran en la pared del lado oriente.

### El pasillo central
La Santa Iglesia Catedral de Tampico conserva en su pasillo el mosaico original con las figuras de la cruz gamada, se trata de un símbolo el cual, como muchos, no tiene su origen en la religión cristiana pero fueron adoptados y cristianizados desde tiempos muy remotos. La palabra griega símbolo viene del griego con el sentido de reunir y hace referencia por lo tanto a algo compuesto por dos. El símbolo trata de expresar en forma muy sintética, por medio de líneas, letras o figuras, una realidad mucho mayor.
La cruz constituye un símbolo cristiano por excelencia, pues con él se identifica el hecho salvador y redentor de Cristo. Cierto que no es un símbolo de origen cristiano, pues la cruz se encuentra hasta en nuestras culturas prehispánicas. El símbolo de la cruz en el cristiano condensa en ella la historia de la salvación y la pasión de Cristo. La cruz simboliza al Crucificado, a Cristo, el Salvador, el Verbo. Se utiliza para expresar el suplicio de la Cruz y su hecho Redentor. El uso de estas y las esvásticas han causado controversia por su común y actual identificación con el nazismo. Durante el remozamiento de la catedral a finales de la década de los 90's, a petición del pueblo tampiqueño, fueron preservadas.